# Августин (Гуляницкий)
Епи́скоп Августи́н (в миру Андрей Фёдорович Гуляницкий; 3 июля 1838, село Пески, Лубенский уезд, Полтавская губерния — 30 ноября 1892, Екатеринослав) — епископ Православной российской церкви; с 19 января 1891 года Екатеринославский и Таганрогский. Богослов, духовный писатель.

## Биография
Сын сельского священника Полтавской епархии.
В 1859 году окончил Полтавскую духовную семинарию, затем поступил в Киевскую духовную академию, в которой окончил курс в 1863 году со степенью магистра богословия. Оставлен при академии бакалавром по классу обличительного богословия.
Литературная деятельность его началась ещё на студенческой скамье печатанием в «Воскресном чтении» кратких благочестивых размышлений.
24 мая 1863 года принял монашество. 24 июня рукоположён в сан иеродиакона. 28 июня 1864 года рукоположён в сан иеромонаха.
Кроме профессорских обязанностей, Августин исполнял должности помощника инспектора и эконома академии. Профессорская деятельность его в академии ознаменовалась рядом статей по обличительному богословию, напечатанных в «Трудах Киевской духовной академии».
В 1867 году причислен к соборным иеромонахам Киево-Печерской лавры.
8 июня 1869 года возведён в сан архимандрита.
С 10 ноября 1870 года по 1881 год был ректором Литовской духовной семинарии и настоятелем виленского Свято-Троицкого монастыря.
27 июня 1881 года назначен и 23 августа хиротонисан во епископа Михайловского, викария Рязанской епархии.
Вступив на пост архипастырский, он остался врагом лицемерия и всякого рода раболепства, запретив духовенству в официальных бумагах «припадать к его стопам».
16 октября 1882 года назначен епископом Аккерманским, викарием Кишинёвской епархии.
С 30 сентября 1887 года — епископ Аксайский, викарий Донской епархии.
С 24 декабря 1888 года — епископ Костромской и Галичский.
Костромской епархией владыка Августин управлял три года и за это время успел сделать много полезного для клира и паствы: в частности, он учредил благочиннические советы, создал кассу взаимопомощи для духовенства.
14 декабря 1891 года был назначен епископом Екатеринославским и Таганрогским.
Скончался 30 ноября 1892 года в Екатеринославе. Погребён в Екатеринославском кафедральном соборе.

## Главные труды
- Полемические сочинения против латинян, писанные в Русской Церкви в XI и XII вв. // Труды Киевской духовной академии (ТКДА). — 1867. — № 6, 9;
- Два окружных послания св. Климента Римского о девстве и девственницах // ТКДА. — 1869. — № 5;
- Богословствование Шенкеля // ТКДА. — 1869. — № 9 (отдельный оттиск: К., 1869);
- Спор греков с латинянами об опресноках и квасном хлебе в таинстве Евхаристии // ТКДА. — 1870. — № 12;
- Руководство к основному богословию. — Вильно, 1876 и след. (СПб., 1904.);
- По поводу перевода одной церковной песни, напечатанного в «Душеполезном чтении» за настоящий год // ТКДА. — 1883. — № 7;
- По поводу перевода ирмоса 9-й песни канона в Великий Четверок // ТКДА. — 1883. — № 7;
- По поводу издания «Учебного Октоиха» и «Учебного Часослова» // ТКДА. — 1888. — № 11;
- Сборник слов, поучений, бесед, речей и кратких благочестивых размышлений. — Вильна, 1893;
- Рассказы православного о католичестве. — Вильна, 1894.